# Cicloconvertitore
Il cicloconvertitore (CCV), detto anche cicloinvertitore, o convertitore diretto è un dispositivo di conversione della frequenza di una corrente alternata, o di un sistema trifase di correnti alternate, che converte una forma d'onda di corrente alternata a tensione costante e frequenza costante in un'altra forma d'onda di corrente alternata a frequenza inferiore sintetizzando la forma d'onda di uscita dei segmenti di alimentazione di corrente alternata senza un collegamento intermedio a corrente continua.. Esistono due tipi principali di cicloconvertitori, il tipo a corrente circolante o il tipo a modalità di blocco, con la maggior parte dei prodotti commerciali ad alta potenza che è del tipo a modalità di blocco.

## Caratteristiche
Il cicloconvertitore maggiormente usato è del tipo a commutazione naturale dalla rete, per il quale il limite superiore del valore della frequenza di uscita è limitato a circa 1/3 di quello di ingresso; questo cicloconvertitore è basato sull'impiego di ponti raddrizzatori collegati in antiparallelo, i quali possono fornire una tensione compresa tra due estremi eguali, uno positivo e uno negativo, e analogamente possono erogare o assorbire correnti. Modulando la posizione degli istanti di accensione dei tiristori, si ottiene una tensione di uscita che varia in ampiezza e in frequenza come il segnale di riferimento; quando uno dei ponti conduce, funziona da raddrizzatore se la f. e. m. da esso fornita è concorde con la corrente, funziona invece da invertitore se è opposta. Per realizzare un cicloconvertitore con uscita a tensione trifase bisogna associare tre gruppi convertitori, comandati da tre tensioni di riferimento sfasate di 120°. Mentre i dispositivi di commutazione SCR a controllo di fase possono essere utilizzati su tutta la gamma di CCV, i CCV basati su TRIAC a basso costo e bassa potenza sono intrinsecamente riservati alle applicazioni di carico resistivo. L'ampiezza e la frequenza della tensione di uscita dei convertitori sono variabili. Il rapporto di frequenza tra uscita e ingresso di un CCV trifase dovrebbe essere inferiore a circa un terzo per CCV in modalità di corrente circolante o metà per CCV in modalità di blocco. In generale, i CCV possono avere configurazioni di ingresso/uscita monofase/monofase, trifase/monofase e trifase/trifase; tuttavia, la maggior parte delle applicazioni sono trifase/trifase.

## Applicazioni
La gamma di potenza nominale dei CCV standardizzati varia da pochi megawatt a molte decine di megawatt. I CCV sono utilizzati per azionare i paranchi nelle miniere, mulini a biglie utilizzati per macinare materiali in polvere finissima da utilizzare in processi di preparazione di minerali, medicazioni, vernici, pirotecnica e ceramica, nei motori principali dei laminatoi, nei forni per cemento, dei sistemi di propulsione delle navi, nei motori a induzione a rotore avvolto con recupero di potenza di slittamento e di aeromobili a 400 Hz a generazione di energia.
L'uscita a frequenza variabile di un cicloconvertitore può essere ridotta essenzialmente a zero e questo significa che i motori di grandi dimensioni possono essere avviati a pieno carico a regimi molto bassi e portati gradualmente alla massima velocità. Ciò ha un valore inestimabile, in quanto un "avvio forzato" a pieno carico per tali apparecchiature applicherebbe essenzialmente la piena potenza a un motore spento. La velocità variabile e l'investimento sono essenziali per processi come la laminazione a caldo nelle acciaierie. In precedenza, venivano utilizzati motori a corrente continua controllati da SCR, che richiedevano un servizio regolare di spazzole/commutatori e offrivano un'efficienza inferiore. I motori sincroni azionati da cicloconverter richiedono meno manutenzione e forniscono maggiore affidabilità ed efficienza. I CCV monofase a ponte sono stati anche ampiamente utilizzati nelle applicazioni di trazione elettrica, ad esempio, per produrre una potenza di 25 Hz negli Stati Uniti e 16 2/3 Hz in Europa.

Mentre i convertitori a controllo di fase, compresi i CCV, vengono gradualmente sostituiti da convertitori PWM auto-controllati più veloci basati su IGBT, GTO, IGCT e altri dispositivi di commutazione, questi convertitori classici più vecchi ancora utilizzati al limite superiore della gamma di potenza di queste applicazioni.

## Armoniche
Il funzionamento dei cicloconvertitori crea armoniche di corrente e tensione in ingresso e in uscita. Le armoniche di linea in corrente alternata vengono create all'ingresso del cicloconvertitore secondo l'equazione:
{\displaystyle f_{h}=f_{1}(<kq\pm 1)\pm 6nf_{0}}
dove:
- fh  = frequenza armonica imposta sulla linea a corrente alternata
- k e n = numeri interi
- q = numero di impulsi (6, 12 ...)
- fo = frequenza di uscita CCV
- Il primo membro dell'equazione rappresenta le componenti armoniche del convertitore del numero di impulsi che iniziano con la configurazione a sei impulsi
- Il secondo membro nell'equazione denota le frequenze caratteristiche della banda laterale del convertitore, comprese le interarmoniche e le subarmoniche associate.